# Carmen Falla
María del Carmen Falla Matheu, también conocida como Carmen de Falla (Cádiz, 21 de julio de 1882 - Jerez de la Frontera, 1 de octubre de 1971) fue un ama de casa española, hermana, soporte y asistente del músico Manuel de Falla.

## Biografía
Pertenecía a una familia burguesa gaditana dedicada al comercio, compuesta por José María Falla y Franco y María de Jesús Matheu y Zavala. Tuvo dos hermanos, Manuel (1876- 1946) y Germán (1889-1959). Se desconocen sus primeros años hasta 1919. En esa fecha murieron sus padres, y a partir de entonces vivieron juntos María del Carmen y su hermano el músico Manuel de Falla. Así se convirtió en el apoyo del trabajo de su hermano, soporte en la vida diaria y en las actividades sociales, compartiendo los amigos. En esa época era ya conocido el delicado estado físico del músico y sus problemas de visión, lo que unido a su creciente misticismo y un cierto aislamiento voluntario, debió decidir a María del Carmen a convertirse en “su compañera de vida”. Acompañó, atendió y gestionó las actividades del músico hasta su muerte.
Consta la presencia y participación de ambos en las tertulias, viajes, excursiones, correspondencia y vida de relación de los hermanos Falla con Fernando de los Ríos, Federico García Lorca (cuya página Universo Lorca le dedica un apartado), Emilia Llanos, Miguel Cerón, Hermenegildo Lanz, Wanda Landowska,  y otras personas notables de la vida intelectual andaluza, española y extranjera de los años convulsos anteriores a la Guerra Civil.
Se instalaron los hermanos en el Carmen de la Antequeruela Alta, muy cerca de La Alhambra en Granada, en una casa en régimen de alquiler desde 1920 hasta octubre de 1939. En esta casa, típicamente andaluza con una decoración tradicional y austera, Carmen creó un ambiente doméstico y social de tertulia. Con el tiempo, esta casa se convirtió en la Casa Museo de Manuel de Falla, a cuya supervisión acudió Carmen en los años 60.

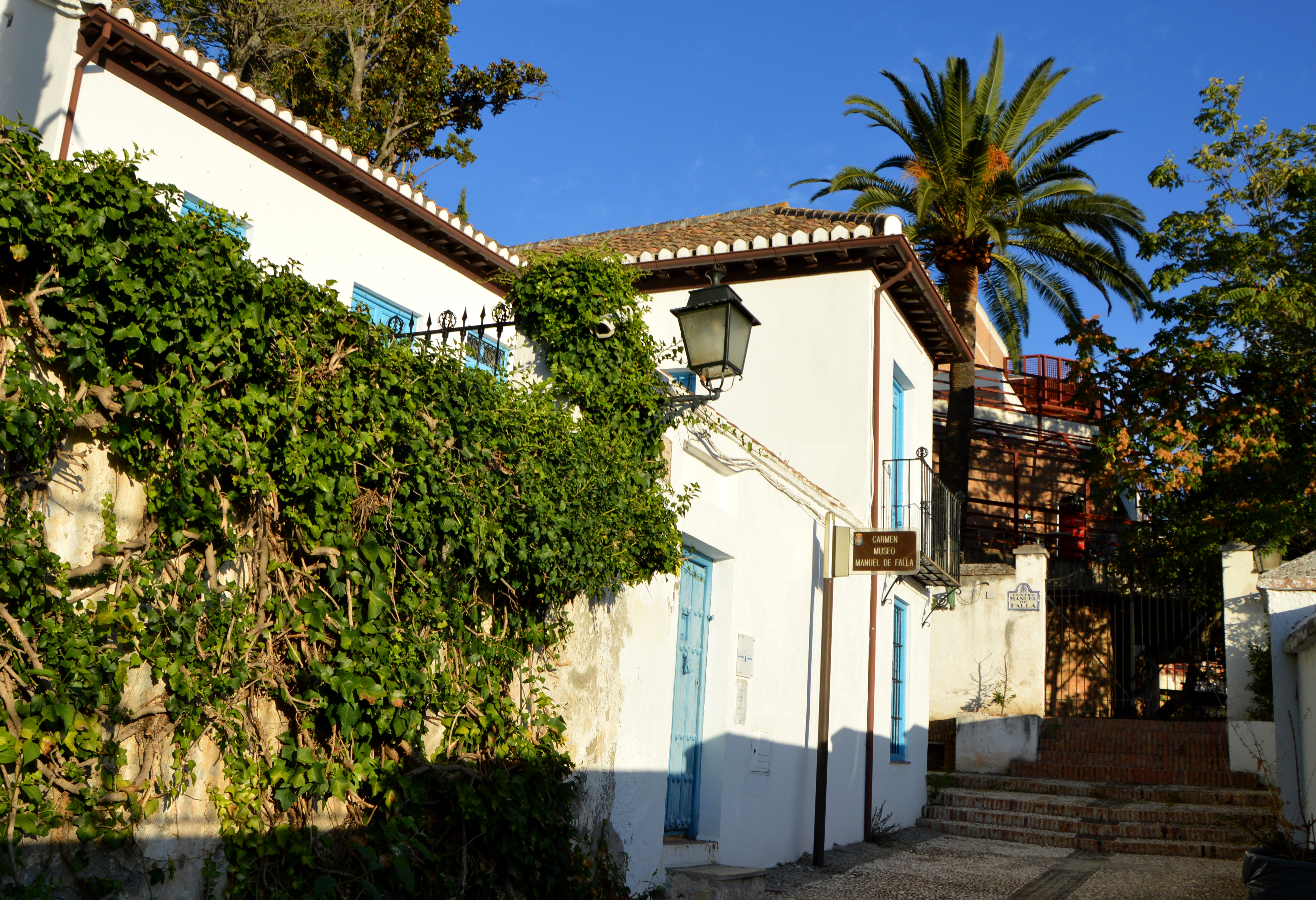
Casa Museo Manuel de Falla

La dedicación de Carmen llegó a convertirse en la voz y la mano del músico, cuando en algunas de las frecuentes crisis nerviosas que éste padecía, como la de abril de 1930, no podía leer, ni escribir ni apenas hablar. Escribía las cartas dictadas por el músico ya desde 1928, como queda constancia, al hispanista John Trend y a Leopoldo Matos, al arquitecto Leopoldo Torres Balbás, y a editores musicales en Italia.
Los sucesos de la Guerra, el asesinato de Lorca, y el profundo cristianismo de los hermanos, incompatible con la situación del país en ese tiempo, decidieron a la pareja abandonar España. Viajaron por tren a Barcelona el 28 de septiembre de 1939 y allí embarcaron el 2 de octubre hacia Argentina, donde llegaron el 18 de octubre. En 1942 se instalaron definitivamente en Los Espinillos en Alta Gracia (Córdoba, Argentina). Carmen Falla regresó a España en 1946, cuando el músico ya había fallecido. Habitó desde entonces hasta su fallecimiento en Jerez de la Frontera.

## Reconocimientos
El Ayuntamiento de Jerez de la Frontera puso su nombre a la calle Carmen Falla Matheu.